# Ібраєво (Альшеєвський район)
Ібра́єво (рос. Ибраево, башк. Ибрай) — присілок у складі Альшеєвського району Башкортостану, Росія. Входить до складу Ібраєвської сільської ради.
Населення — 241 особа (2010; 288 в 2002).
Національний склад:
- башкири — 97 %